# Reuang meua keun
Reuang meua keun (เรื่องเมื่อคืน) è un brano musicale della cantante thailandese Sheranut Yusanonda (Namcha), pubblicato come singolo il 24 maggio 2016 da GMM Grammy.
La canzone è stata realizzata come sigla finale della prima stagione e colonna sonora della serie televisiva Make It Right: The Series - Rak ok doen.

## Video musicale
Pubblicato qualche giorno dopo la distribuzione del singolo, il 30 maggio, il video musicale vede Namcha cantare tristemente sopra un telo e della sabbia, circondata da specchi rotti, mentre ad un certo punto viene illuminata da delle lampadine. Le sue scene sono inframezzate da alcuni spezzoni in cui sono presenti Fuse (Peemapol Panichtamrong "Peak"), Tee (Krittapak Udompanich "Boom"), Book (Sittiwat Imerbpathom "Toey") e Frame (Pawat Chittsawangdee "Ohm"), protagonisti di "Make It Right: The Series - Rak ok doen", mostrati implicitamente alle prese col desiderio ma anche con le difficoltà dei loro amori.

## Tracce
1. Reuang meua keun – 3:51